# Big Crunch
Pour les articles homonymes, voir Big Crunch (homonymie) et Crunch.

Animation illustrant le Big Crunch.

En cosmologie, le Big Crunch ou effondrement terminal est un des possibles destins de l'Univers. Il désigne l'effondrement de l'Univers, c'est-à-dire une phase de contraction faisant suite à la phase d'expansion. C'est donc en quelque sorte un « Big Bang à l'envers », qui consiste à ramener le cosmos à un point de singularité d'origine annulant l'espace et le temps. Vers la fin de cet effondrement, l'Univers atteint une densité et une température gigantesques. Ce scénario cosmologique se produit selon les propriétés du contenu matériel de l'Univers, en particulier les valeurs relatives de sa densité d'énergie et de sa densité critique.

## Histoire
La question de savoir si l'Univers connaîtra un Big Crunch ou si au contraire son expansion se poursuivra indéfiniment a longtemps été une des questions centrales de la cosmologie. Elle est considérée comme résolue par la majorité des cosmologistes depuis la fin des années 1990 à la suite de la découverte de l'accélération de l'expansion de l'Univers, signe que l'expansion se poursuivrait indéfiniment. Toutefois l'accélération de l'expansion ne sera confirmée que lorsqu'elle pourra être incluse dans un cadre théorique solide, lequel fait encore défaut.

## Modèle

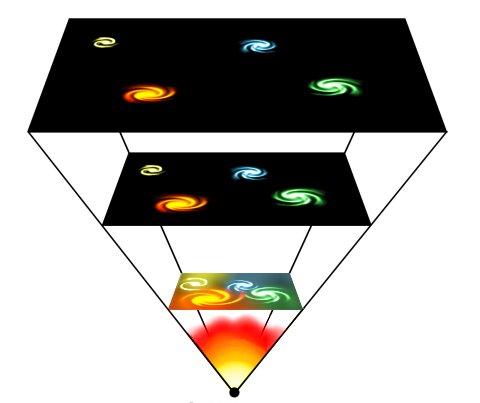
Représentation schématique du Big Crunch.
Plus une portion donnée d'univers diminue de volume, plus la matière qu'elle contient est dense, ce qui contribue à accélérer le processus.

L'univers est en expansion. Cette expansion est ralentie par la gravitation. Si cette dernière est suffisante, l'expansion peut se muer en contraction. C'est ce qui se produit dans le cas des univers finis.
Dans un univers fini (ou « fermé »), appelé donc à subir le Big Crunch, les équations montrent que la densité réelle de matière est supérieure à une quantité désignée sous le nom de densité critique, mesurant pour sa part le taux d'expansion. Dans un tel univers, l'expansion va ralentir, s'arrêter, puis se transformer en une contraction conduisant l'univers à occuper un volume identique à un point, assimilable à celui à l'origine du Big Bang[réf. souhaitée]. Ce phénomène est appelé Big Crunch.
Au contraire les univers dont l'expansion se poursuit indéfiniment ont à chaque instant une densité réelle inférieure à leur densité critique (calculée au même instant). Ces univers sont infinis et sont aussi désignés sous le nom d'univers « ouverts ». Il faut voir dans ce cas en la fin de l'univers non pas le Big Crunch mais le moment où tous les stocks de matière à fusionner (principalement l'hydrogène) auront été utilisés par les étoiles, cela entraînant leur mort.

### Fausse analogie
Plusieurs ouvrages de vulgarisation scientifique[Lesquels ?] utilisent la fausse analogie suivante pour décrire le Big Crunch : Le destin de l'Univers s'apparenterait à celui d'une pierre de masse m que l'on jette en l'air à partir de la surface de la Terre de masse M. Si la force de lancée initiale n'est pas assez puissante pour vaincre la gravitation terrestre, la pierre finira par retomber sur le sol ou par se mettre en orbite autour de la Terre (comme un satellite). Il s'agirait alors dans ce schéma de l'univers fermé. Par contre, si la vitesse de la pierre dépasse la vitesse de libération, le projectile échappera définitivement à l'attraction terrestre et s'éloignera indéfiniment de la Terre. Ce serait le cas de l'univers ouvert.
En réalité, cette image donne une fausse idée des paramètres déterminant le destin d'un univers. Il est vrai que les énergies entrant en jeu ont la même forme dans les deux cas. D'une part l'énergie cinétique (1/2)m v2 de la pierre de masse m ressemble à la densité critique (3/8πG)H2 de l'univers dont la constante de Hubble vaut H. D'autre part l'énergie potentielle GmM/a de la pierre à la distance a ressemble à la courbure spatiale en 1/a d'un univers de rayon de courbure a. Mais il existe une différence fondamentale entre le système pierre-Terre et l'univers. Alors que la vitesse de la pierre (et donc son énergie cinétique) peut être choisie indépendamment de la force d'attraction terrestre, la constante de Hubble n'est pas indépendante du rayon de l'univers. Le propre des équations de Friedmann issues de la relativité générale d'Einstein est d'établir un lien entre le taux d'expansion de l'univers et son contenu de matière. On ne peut pas changer l'un sans changer l'autre.  D'ailleurs l'équation d'Einstein consiste bien à identifier un terme caractérisant la courbure de l'espace-temps (à savoir le tenseur de courbure) à un terme mesurant son contenu de matière-énergie (le tenseur d'énergie-impulsion). Comme le montrent les équations de Friedmann dans le cas du modèle le plus simple, lorsque la masse de l'univers a été choisie, tous les paramètres de l'univers sont fixés du même coup. On ne peut pas les « ajuster » après coup.
Pour dire les choses d'une autre façon, ce n'est pas en changeant la masse d'un univers que l'on changera son type, en le faisant passer d’« ouvert » à « fermé », ou de fermé à ouvert. C'est d'abord le type d'univers, ouvert ou fermé, que l'on peut choisir, et ce n'est qu'ensuite qu'on peut préciser son contenu de matière.

## Paramètres

### Densité de l'Univers
Il est intéressant d'essayer d'évaluer la densité de l'Univers et de la comparer à la densité critique déduite de la constante de Hubble, afin de voir si la première est supérieure ou inférieure à la seconde.
En ce début du IIIe millénaire, la plupart des cosmologistes pensent que la densité réelle de matière est inférieure à la densité critique, ce qui exclut l'éventualité d'un Big Crunch futur. Cependant on ne peut pas considérer la question comme résolue. D'une part, théoriquement, l'infini ne se laisse pas maîtriser physiquement et continue à présenter des difficultés conceptuelles liées entre autres à des problèmes de conditions aux limites non réglées. D'autre part, observationnellement, la mesure de la constante de Hubble et de la densité de matière repose ultimement sur des mesures de distance. Or l'incertitude sur la précision des mesures de distance en astronomie reste importante. Dans ces conditions l'hypothèse d'un univers fini, qui correspond pour sa part à un modèle physiquement cohérent, ne peut pas être définitivement écartée. Dans ce cas notre univers finirait bien dans le Big Crunch (si après le Big Crunch, l'univers devait « rebondir » en un nouveau Big Bang, on parlerait alors de Big Bounce).